# Elecciones presidenciales de Transnistria de 2001
Las elecciones presidenciales se llevaron a cabo en la república separatista de Transnistria el 9 de diciembre de 2001. El resultado fue una victoria para el actual presidente Ígor Smirnov, quien recibió el 82% de los votos. Los otros candidatos eran Tom Zenovich, alcalde de Bender (la segunda ciudad más grande del país), y Alexander Radchenko del partido Poder del Pueblo, que abogaba por la reunión con Moldavia.

## Resultados
|  | 81.85 % |

|  | 6.68 % |

|  | 4.65 % |

|  | 93.18 % |

|  | 6.82 % |

|  | 62.89 % |